# کورمایر
کورمایر (به ایتالیایی: Courmayeur) یک کومونه در ایتالیا است که در واله دائوستا واقع شده‌است.

## خصوصیات
کورمایر ۲۱۰ کیلومترمربع مساحت و ۲٬۸۷۰ نفر جمعیت دارد.

## خواهرخوانده
شهر شامونی خواهرخواندهٔ کورمایر هست.